# Robert Ehrhart-Ehrhartstein
Robert Freiherr Ehrhart von Ehrhartstein (geboren 12. September 1870 in Innsbruck; gestorben 11. November 1956 in Baden bei Wien) war ein österreichischer Ministerialbeamter und Schriftsteller.

## Leben
Ehrhart war ein österreichischer Ministerialbeamter, der es in Österreich-Ungarn bis zum Sektionschef im Ministerratspräsidium brachte. Im Juli 1917 wurde seinem Vater und damit auch ihm und seinen Geschwistern der Freiherrnstand verliehen. Am 12. November 1918 trat er in Ruhestand. Danach war er noch als „geschäftsführender Vizepräsident des Hauptverbandes der Industrie“ tätig, eine Funktion, in der er mehrfach mit dem Wiener Bürgermeister Karl Seitz zusammenarbeitete und von diesem – trotz gegensätzlicher Ausrichtung – geschätzt wurde.
Ehrhart verkehrte schon in den 1890er Jahren im Café Griensteidl und versuchte als Schriftsteller Erfolg zu haben. Als Literat blieb ihm aber zeitlebens größere Anerkennung verwehrt. Hugo von Hofmannsthal schätzte ihn und verwandte sich auch für seine Texte. Briefe Ehrharts an ihn werden heute im Freien Deutschen Hochstift, Gegenbriefe im Österreichischen Staatsarchiv verwahrt. Auch im Tagebuch von Arthur Schnitzler wird er zwischen 1892 und 1931 neunmal erwähnt.

## Werke (als Robert von Ehrhart)
- Ein Vorschlag zur Quotenfrage. Wien, Gesellschaft für graphische Industrie, 1898.
- (als Robert Ehrhart): Der letzte Tanz. Erschienen als Fortsetzungsroman im Neuen Wiener Tagblatt, ab dem 20. April 1919 (online)
- Das Erlebnis des Onkel Ladislaus. Berlin: Wegweiser-Verlag 1926.
- Wirtschaftliches Denken. Wien: Gistel 1928.
- Der übersehene Gesichtspunkt. Berlin: Szemere 1937.
- Gernot bedankt sich nicht. Ein Kriminalroman aus der Theaterwelt. Berlin, Leipzig: Bischoff 1943. 2. Auflage: Wien: Zsolnay 1948.
- Mädchen auf der Insel. Kriminalroman. Berlin, Leipzig: Bischoff 1944.
- Herr Krusius mahnt. Kriminalroman. Wien, Zsolnay 1946.
- Im Dienste des alten Österreich. Hg. Anton Sperl-Ehrhart. Wien: Bergland-Verlag (postum, 1958).
  - Rezension: DDr. Willy Lorenz: »Diese herrliche Monarchie«. In: Die Furche, 31. Januar 1959